# ميخائيل غوردون
ميخائيل غوردون (بالإنجليزية: Michael Gordon)‏ (10 نوفمبر 1984 في المملكة المتحدة - ) هو لاعب كرة قدم بريطاني في مركز الوسط. لعب مع سويندون تاون ونادي كرولي تاون ولينكولن سيتي أف سي ونادي ويمبلدون ونادي كينغستونيان وهافانت أند ووترلوفيل وساتون يونايتد وإيه أف سي ويمبلدون ونادي ألدرشوت تاون وCroydon Athletic F.C. ‏ وChipstead F.C. ‏ وهيميل هيمبستيد تاون ووالتون وهرشام ‏ وHarrow Borough F.C. ‏ ونادي نورثوود لكرة القدم وMerstham F.C. ‏.

## وصلات خارجية
- ميخائيل غوردون على موقع قاعدة بيانات كرة القدم.إي يو (الإنجليزية)
- ميخائيل غوردون على موقع Soccerbase.com (لاعب) (الإنجليزية)